# 克鲁托伊洛格农村居民点
克鲁托伊洛格农村居民点（俄语：Крутологское сельское поселение）是俄罗斯联邦别尔哥罗德州别尔哥罗德区所属的一个农村居民点。其下辖有3个居民点，行政中心为克鲁托伊洛格。据2016年统计，该农村居民点的人口为1912人。